# Anne Samson
Anne Adele Samson (ur. 27 lutego 1891, zm. 29 listopada 2004) – zakonnica kanadyjska (Daughters of Jesus of Karmeria (ang.)), znana z długowieczności.
Urodziła się w Riviere Bourgeois w Nowej Szkocji. Dożyła 113 lat i 276 dni, uchodząc od 19 marca 2002 za najstarszą osobę w Kanadzie (po śmierci Evangeline Saulnier, ur. 11 września 1890). Od 4 maja 2003 należał do niej także rekord długości życia osób duchownych (poprzednią rekordzistką była francuska zakonnica siostra Julia, właśc. Augustine Teissier, ur. 2 stycznia 1869, zm. 8 marca 1981 w wieku 112 lat i 65 dni).
W chwili śmierci (w domu opieki zakonnic Córek Jezusa, Filles de Jesus w Moncton, Nowy Brunszwik) była siódmą wśród najstarszych osób na świecie, których zweryfikowane daty urodzenia uznała Księga Rekordów Guinnessa.